# Clan Nabeshima
El Clan Nabeshima (鍋島) también conocido como Clan Saga, en la actual Prefectura de Saga, fue un poderoso clan señorial instalado desde el siglo XVI, en la isla de Kyûshû, al sur de Japón. Fue fundado por Nabeshima Naoshige, y es conocido por la porcelana de Imari. La producción de porcelana de estilo Nabeshima se clasifica en dos grandes categorías, el estilo en "azul y blanco" (con decoración bajo el vidriado) y el estilo policromado (con una cocción suplementaria con el fin de fijar otros colores, sobre el vidriado).

## Historia
El daimyô (título de nobleza) Nabeshima Naoshige (1538-1618) participó en las primitivas guerras contra Corea, donde hizo prisioneros a alfareros reputados por sus conocimientos. Los instaló en su feudo de Hizen, en la ciudad de Arita, villa dedicada desde la antigüedad a la cerámica. Se desarrolló una poderosa industria cuyas producciones acabarían surtiendo los mercados europeos. Los descendientes de Nabeshima Naoshige mantuvieron durante más de dos siglos esta tradición de la cerámica que iban a llevar a su más alto nivel gracias al horno situado no lejos de Arita, en Okawachiyama, y considerado como el más importante de la comarca.  